# 天目山蛭
天目山蛭（学名：Haemadipsa tianmushana）为山蛭科山蛭属的动物，俗名日本山蛭、新田山蛭、尖峰山蛭、黎母山蛭、峨眉山蛭, 黑腹山蛭。在中国大陆，分布于浙江、湖北、河南、四川、广东、海南等地，多见于山地暖湿、阴暗的原始森林、灌木丛、冷竹林、溪边草丛和草坡以及尤以小道旁和枯枝落叶中较多。其生存的海拔范围为600至2200米。该物种的模式产地在浙江天目山。

## 亚种
- 斯里兰卡山蛭模式亚种（学名：Haemadipsa zeylanica zeylanica），Moquin-Tandon于1826年命名，俗名斑纹山蛭。分布于斯里兰卡以及中国大陆的云南、西藏等地，一般栖息于高山的灌木丛、原始森林、杂草、青嵩以及多腐枝烂叶的潮湿地带。该物种的模式产地在斯里兰卡。[2]
- 斯里兰卡山蛭敏捷亚种（学名：Haemadipsa zeylanica agilis），Moore于1927年命名，俗名敏捷山蛭。分布于聂拉木和大吉岭之间以及中国大陆的西藏等地，多栖息于海拔1370-2300米的地区。其生存的海拔范围为1370至2300米。该物种的模式产地在印度奈尼塔尔。[3]